# Kobylin (gmina)
Kobylin – gmina miejsko-wiejska w południowo-zachodniej części województwa wielkopolskiego, w powiecie krotoszyńskim. W latach 1975–1998 gmina położona była w województwie leszczyńskim.
Siedziba gminy to Kobylin.
Według danych z 30 czerwca 2004 gminę zamieszkiwały 8022 osoby.

## Struktura powierzchni
Według danych z roku 2002 gmina Kobylin ma obszar 112,37 km², w tym:
- użytki rolne: 80%
- użytki leśne: 11%

Gmina stanowi 15,73% powierzchni powiatu.

## Komunikacja
Przez gminę Kobylin przechodzi droga krajowa nr 36 prowadząca z Ostrowa Wielkopolskiego do Lubina, a także dwie linie kolejowe: relacji Leszno-Ostrów Wielkopolski (dwutorowa) oraz Kobylin-Rawicz (jednotorowa).

## Demografia
Dane z 30 czerwca 2004:
| Opis                              | Ogółem | Ogółem | Kobiety | Kobiety | Mężczyźni | Mężczyźni |
| --------------------------------- | ------ | ------ | ------- | ------- | --------- | --------- |
| jednostka                         | osób   | %      | osób    | %       | osób      | %         |
| populacja                         | 8022   | 100    | 4016    | 50,1    | 4006      | 49,9      |
| gęstość zaludnienia (mieszk./km²) | 71,4   | 71,4   | 35,7    | 35,7    | 35,7      | 35,7      |

- Piramida wieku mieszkańców gminy Kobylin w 2017 roku[1].

## Sołectwa
Berdychów, Długołęka, Fijałów, Górka, Kuklinów, Łagiewniki, Nepomucenów, Raszewy, Rębiechów, Rojew, Rzemiechów, Smolice, Sroki, Starkówiec, Starygród, Stary Kobylin, Wyganów, Zalesie Małe, Zalesie Wielkie, Zdziętawy.

## Miejscowości bez statusu sołectwa
Biała Róża, Kuklinów (osada leśna), Lipówiec, Targoszyce.

## Sąsiednie gminy
- Jutrosin, Krotoszyn, Pępowo, Pogorzela, Zduny.